# Sass Árpád
Sass Árpád (Budapest, 1896. szeptember 1. – Békéscsaba, 1957. június 27.) festő.

## Pályafutása
Festészeti tanulmányait Nagybányán végezte el.
Az I. világháború után Olaszországba költözött, majd hazatérve Szolnokon folytatta Szüle Péter tanítványa lett. 1927-ben a Nemzeti Szalonban kollektív kiállításon szerepeltek képei.
A „Halásztanya” című képe „Mention Honarable” díjat kapott.
1929-ben a kecskeméti művésztelepen festett Révész Imre tanítványaként.
1938-ban Békéscsabára költözött, dolgozott haláláig.
A Békéscsabai Múzeum-Egyesületet, kinevezett igazgató hiányában 1944 és 1946, valamint 1948 és 1951 között igazgatta, tevékenysége alatt a múzeum a környező kastélyokból beszállított képekkel gyarapodott.
A II. világháború után a Békés megyei Képzőművészeti Alap vezetője lett, ezt a pozíciót haláláig töltötte be.
Festészetére a tájképek festése jellemző, de fennmaradtak figurális kompozíciókat tartalmazó képei is.
Képei egy része a Magyar Nemzeti Galéria tulajdonában van. (Cirkusz, Szolnoki utca)